# Obchodní dům Vichr
Obchodní dům Vichr (též uváděný jako obchodní dům Konráda Vichra) je obchodní a kancelářská budova v centru Brna v Kobližné ulici č. 47/19, na rohu s ulicí Vachovou. Byla vystavěna v poválečném období roku 1946 podle návrhu architekta Norberta Trollera pro obchodníka v železářství Konráda Vichra. Po celou dobu své existence slouží obchodním účelům, v 21. století je v suterénu železářství, v přízemí různé obchody včetně domácích potřeb a značky Tescoma, v patře pak papírnictví s hračkářstvím. Budova nepodléhá památkové ochraně.

## Historie
Konrád Vichr se do Brna přestěhoval v roce 1908. Vyučený v oboru železářství začal pracovat v obchodě německého podnikatele, záhy se osamostatnil a otevřel si vlastní prodejnu v Kobližné ulici. V roce 1910 se oženil s dcerou výrobce hudebních nástrojů Ludmilou Lídlovou. Firma prosperovala, ve 30. letech už byl obchod dvoupatrový s několika zaměstnanci a sortiment se rozšířil o různé domácí potřeby. Vichr skoupil dva domy, v nichž s obchodem začínal.
Na konci 2. světové války však budova vyhořela. Vichr proto nechal přestavět dům o kousek vedle v téže ulici pro obchodní a kancelářské potřeby. Pro architekta židovského původu Norberta Trollera, který se před válkou zabýval zejména řešením obchodních a kavárenských interiérů, to byla jediná brněnská realizace v období mezi jeho návratem z Osvětimi a odchodem do USA.
S nástupem komunismu v Československu byl obchod v roce 1948 znárodněn a následně začleněn do národního podniku Domácí potřeby. Po roce 1989 získali potomci Konráda Vichra prostory v restituci zpět, zrekonstruovali je a od roku 1992 v nich obnovili provoz železářství. Později otevřeli také další prodejnu v Uhelné ulici u hlavního nádraží. K roku 2007 obchod provozoval pravnuk zakladatele Tomáš Vichr ve spolupráci s dalšími rodinnými příslušníky.

## Popis
Jedná se o sedmipatrovou nárožní budovu v křížení brněnských ulic Kobližná a Vachova. Dvě podlaží slouží jako obchodní, dalších pět je určeno kancelářskému provozu.
Na fasádě se v kancelářských podlažích střídá pětice pásů stejných dvojdílných oken s průběžnými pásy parapetů. Dle Renaty Vrabelové „výsledné horizontální členění fasády zaobleným nárožím odkazuje na inspiraci expresivní dynamikou staveb Ericha Mendelsohna“.